# Sonya Smith
Eleonora Sonya Smith Jacquet (Filadélfia, Estados Unidos, 23 de abril de 1972) é uma atriz americana mais conhecida por interpretar Fedora "Gaivota" na novela venezuelana Acorralada. 

## Biografia
Sonya nasceu na Filadélfia, estado da Pensilvânia, em 1972, é filha da atriz venezuelana, nascida na Alemanha, Ileana Jacket, e seu pai é o americano Fred Smith, embora tenha nascido nos Estados Unidos, ela cresceu na Venezuela se identificando com a cultura do país.
Começou a sua carreira de atriz, com 13 anos após ser "descoberta" enquanto acompanhava sua mãe indo para estudar, ela ganhou uma bolsa para estudar teatro na RCTV. Também frequentou a Universidade Central da Venezuela, onde estudou três semestres de psicologia.

## Carreira
Começou fazendo pequenos papéis em telenovelas. Sua grande oportunidade veio na década de 1990, quando ela interpreta "Estrellita Montenegro", a personagem principal na telenovela "Cara Sucia", sua telenovela de maior sucesso que foi visto em mais de 80 países.
Smith é uma atriz popular não só na Venezuela mas também em outros países como a Colômbia, onde ela participou da telenovela "Guajira", e no Peru, onde também atuou na telenovela "Milagros".
Em 2006, ela retornou a televisão para atuar em Olvidarte Jamás, que foi gravado em Miami. Já em 2007, ela apareceu na telnovela de Alberto Gomez, da rede Telemundo a telenovela Acorralada, atuando com os atores Alejandra Lazcano, David Zepeda e Willian Levy. Ainda em 2007 ela atua em Pecados Ajenos, onde ela interpretou seu primeiro papel de antagonista, a personamgem "Elena Torres".
Em 2009 ela atua na telenovela da rede mexiacana TV Azteca, estrelado a telenovela Vuélveme a querer com Mariana Torres e Jorge Alberti. Em 2010, estrelou a telenovela da Telemundo ¿Dónde Está Elisa?. E algum tempo depois, em 2013, já estrela a telenovela co-produzida pelo Brasil e Estados Unidos, Marido en alquiler, versão hispânica de Fina Estampa (2011-2012).

## Incursões em Hollywood
Em 2005, Smith fez sua estréia em Hollywood, tocando "Angela LaSalle" em Cyxork 7, onde atuou ao lado de Ray Wise.
Em 2007 ela participou de outro filme de Hollywood, Ladrón que roba a ladrón, atuando com os atores Fernando Colunga, Miguel Varoni, entre outros.

## Telenovelas
- Velvet: el nuevo imperio (EUA, 2025) .... Pilar Márquez (Villana)
- Si nos dejan (MEX, 2021-2022) .... Ela mesma (Invitada)
- Falsa identidad (EUA, 2018-2021) .... Fernanda Virrueta López (Actuación estelar)
- Mi familia perfecta (EUA, 2018) .... Dakota Johnson (Villana)
- Milagros de Navidad (EUA, 2017) .... Soledad Bustamante (Invitada) - (Adiós Soledad), capítulo 1
- Tierra de Reyes (EUA, 2014-2015) .... Cayetana Belmonte Vda. de Del Junco (Villana /vuelva buena)
- Marido en Alquiler (EUA, 2013-2014) .... Griselda Carrasco (Protagonizada)
- Corazón Valiente (EUA, 2012) .... Isabel Uriarte de Arroyo (Actuación especial)
- Aurora (EUA, 2010-2011) .... Angela Amenabar (Co-Protagonizada)
- ¿Dónde Está Elisa? (EUA, 2010) .... Dana Riggs de Altamira (Protagonizada)
- Vuélveme a Querer (México, 2009) .... Liliana Acosta  (Actuación estelar)
- Pecados Ajenos (EUA, 2007-2008) .... Elena Sandoval de Torres (Villana)
- Acorralada (EUA, 2007) .... Fedora Garcés Enesma "La Gaviota" (Co-Protagonizada)
- Olvidarte Jamás (Venezuela-EUA, 2005) .... Luisa Domínguez / Victoria Salinas (Protagonizada)
- Milagros (Peru, 2001) .... Milagros De La Torre Vargas / Chachita Vargas (Protagonizada)
- Mariú (1999-2000) .... Coralia Lozada de Gálvez (Actuación estelar)
- Destino de Mujer (Venezuela, 1997-1998) .... Mariana Oropeza Castillo (Protagonizada)
- Guajira (Colombia, 1996-1997)  .... Sonia Arbeláez de Heidenberg (Protagonizada)
- María Celeste (Venezuela, 1994) .... María Celeste Paniagua / Celina Hidalgo (Protagonizada)
- Rosangelica (Venezuela, 1993) .... Rosangélica González Hernández / Elisa Montero (Protagonizada)
- Cara Sucia (Venezuela, 1992) .... Estrella Montenegro Campuzano / Estrella "Estrellita" Camacho (Protagonizada)
- El Desprecio (1991) .... Violeta Velandró
- Gardenia (1990)....Margarita
- Cristal (1985) .... Maggie

## Filmes
- Hunted by Night (2010) .... Tania
- I Didn't Know How I Was(2008) .... Detetive Higgins
- I Didn't Know Who I Was (2008) .... Michelle
- La misma luna (USA, 2007) .... Mrs. Snyder
- Tiempo final(2007)-Claudia
- Ladrón que roba a ladrón (USA, 2007)
- Cyxork 7 (USA, 2005)
- Fragile (2005)
- East LA King (2004)
- The Ghost Club (2003)
- The Triangle(2001)
- The Private Life of Silvia Saint (2001) .... Sonia
- The Best by Private 26: Heaven on Earth (2001)
- Dangerous Things 2  (2000)
- World War 1: The Killing Fields (2000)
- Masterpiece Theatre: All the King's Men (2000)
- Net Surfers (1999)
- Havana Connection (1994) .... Dr. Young
- Un sueño en el abismo (1991)
- El desprecio (1991)
- Pacto de sangre (1985)
- Por Ti Mama
- Trampa Mortal
- Simeon Calamaris en Espanol
- The Havana Connection
- The Phantom Lady(La dama duende)
- Juventud, Divino Tesoro (Divine Treasure of Youth )
- El Alcalde de Zalamea
- Los Clasicos... Enredos
- Zarzuela Bajo las Estrellas
- Los Empenos de una Casa
- Salon Mexico